# Louis-Constant Morlière
Louis-Constant Morlière, francoski general, * 1897, † 1980.